# Miagliano
Miagliano là một đô thị ở tỉnh Biella vùng Piedmont của nước Ý, có vị trí cách khoảng 70 km về phía đông bắc của of Torino và khoảng 4 km về phía đông bắc của of Biella. Tại thời điểm ngày 31 tháng 12 năm 2004, đô thị này có dân số 631 người và diện tích là 0.7 km².
Miagliano giáp các đô thị: Andorno Micca, Sagliano Micca.